# 22 Dywizjon Rakiet Taktycznych

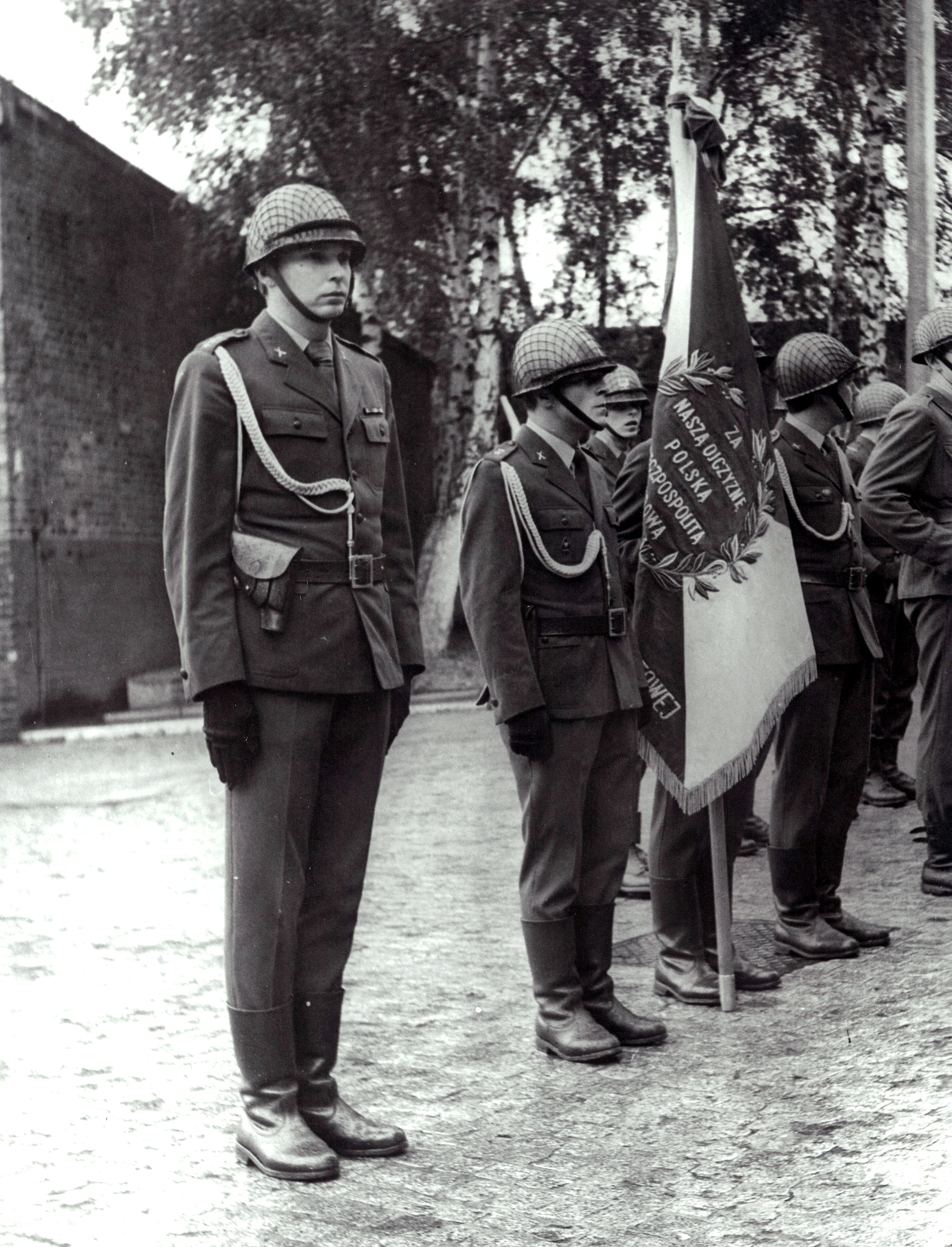
Poczet sztandarowy 22 drt

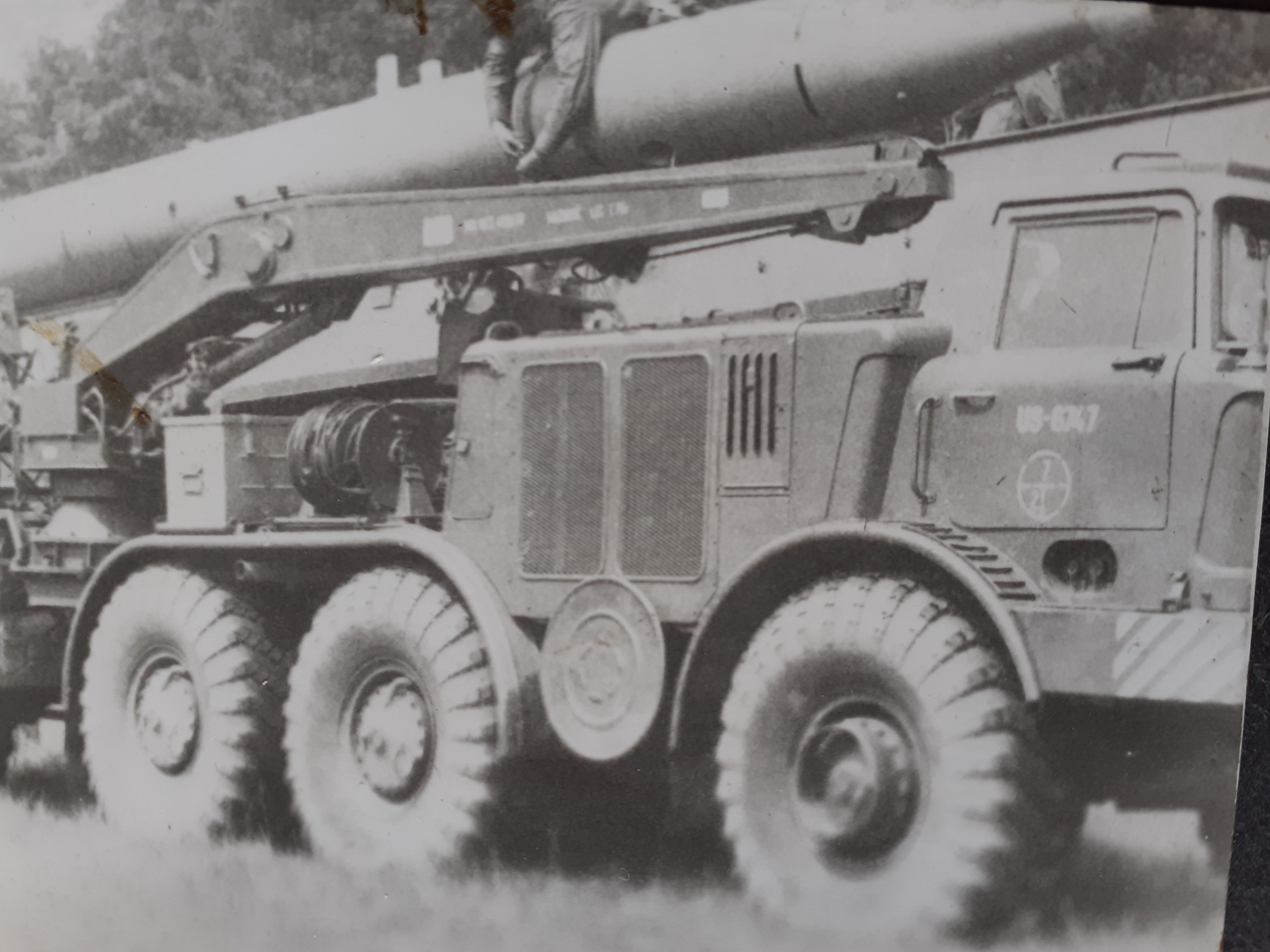
Wyrzutnia 9P113 22 da

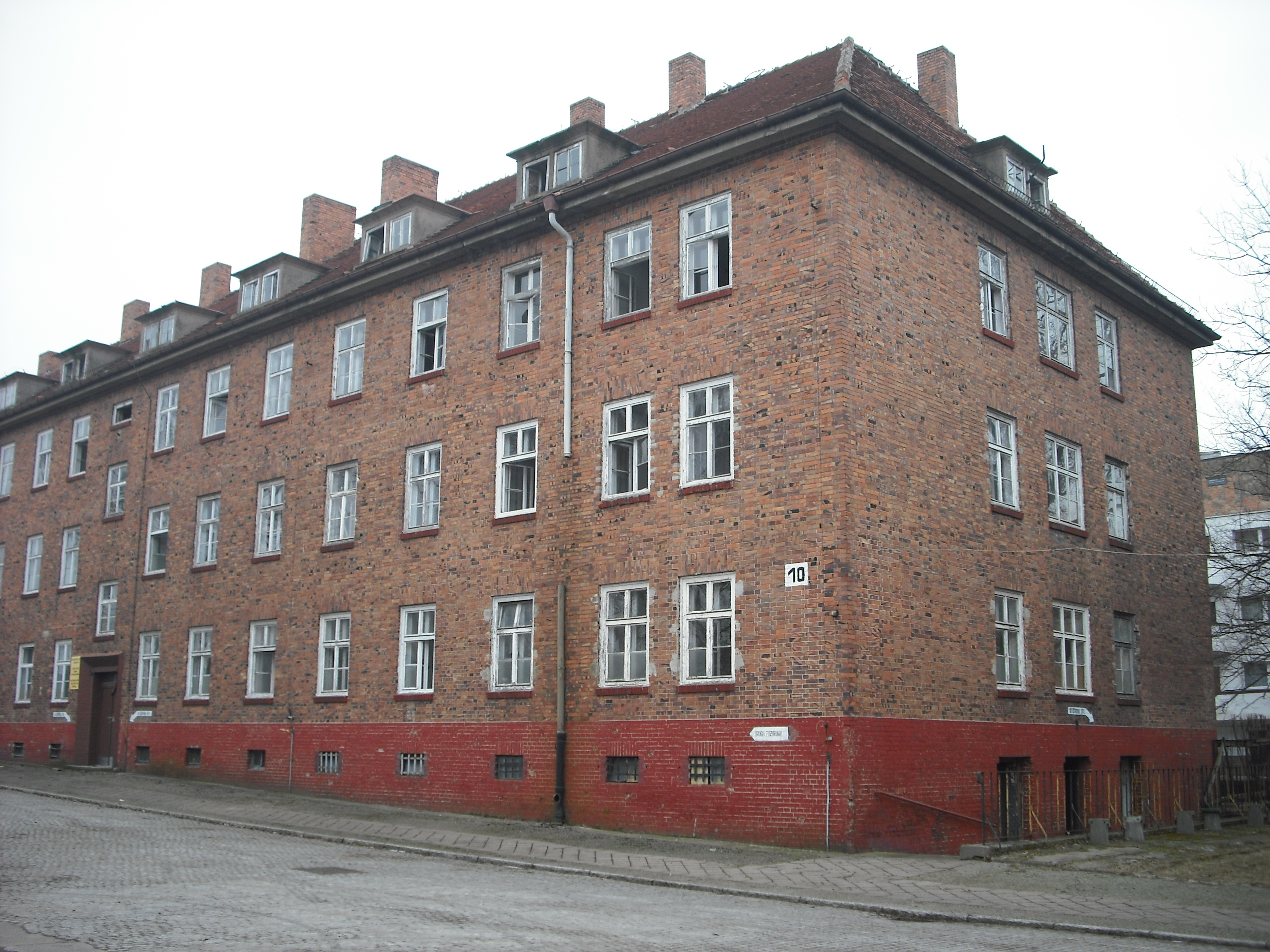
W tych koszarach stacjonował dywizjon

22 Dywizjon Rakiet Taktycznych – samodzielny pododdział wojsk rakietowych i artylerii ludowego Wojska Polskiego.

## Formowanie i zmiany organizacyjne
Dywizjon sformowano na bazie 2 dappanc. Wchodził w skład 12 Dywizji Zmechanizowanej. Stacjonował w Szczecinie w kompleksie koszarowym przy ul. Mickiewicza. 
Na przełomie 1967-1968 jednostka wyposażona została w trzy zestawy 9K52 z wyrzutniami 9P113, a jej stary sprzęt przekazano nowo formującym się dywizjonom rakiet taktycznych.
Jednostka posiadała etat nr 30/004 i uzbrojona była w trzy wyrzutnie 9P113.
Zarządzeniem szefa SG WP nr 054/Org. z 19 sierpnia 1976, w terminie do 31 stycznia 1977, dywizjon został przeformowany wg etatu nr 30/202. Nowy etat przewidywał w dywizjonie dwie baterie startowe, każda z dwiema wyrzutniami 9P113.
Pod koniec 1988 22 dywizjon rakiet taktyczny posiadał etat nr 30/202, a jego podstawowe wyposażenie stanowiły cztery wyrzutnie 9P113.

## Struktura organizacyjna
dowództwo i sztab
- bateria dowodzenia
- 2 baterie startowe
  - dwa plutony
- pluton obsługi technicznej
- pluton remontowy
- pluton zaopatrzenia
- pluton medyczny

Razem w drt: 4 wyrzutnie rakiet taktycznych R-70

## Żołnierze dywizjonu
Dowódcy dywizjonu
- ppłk Andrzej Wróblewski
- ppłk Juliusz Murawski
- ppłk Henryk Polański
- ppłk Kazimierz Marcinkiewicz

Oficerowie
- Marek Ojrzanowski